# Bible Black
Pour les articles homonymes, voir Bible.
 (décembre 2018).
Si vous disposez d'ouvrages ou d'articles de référence ou si vous connaissez des sites web de qualité traitant du thème abordé ici, merci de compléter l'article en donnant les références utiles à sa vérifiabilité et en les liant à la section « Notes et références ».
Bible Black (バイブルブラック, Baiburuburakku) est un jeu vidéo eroge sorti le 14 juillet 2000 par ActiveSoft et Kitty Media. Il a été adapté en une série hentai, produite en 2001-2005 par le Studio Jam et Milky Studio. L'anime est distribué en France par Eva-vidéo. En France, des épisodes ont été diffusés pour la première fois dans l'émission Les Mangas sexy de Katsuni sur la chaîne MCM.

## Synopsis
Tout commence il y a 12 ans, dans le sous-sol d'un lycée, lors du rituel d'une élève à un démon non précisé. Le sacrifice se termine en boucherie, laissant la prêtresse morte et le livre de sorts caché.
La trame principale se déroule sur la re-découverte de ce livre de magie noire (Bible Black), et sur son utilisation par un groupe de jeunes prêtresses, dirigées à l'époque par la belle Hiroko Takashiro (qui deviendra professeure), curieuse de savoir quels effets cette "Bible Noire" pourrait avoir sur les personnes envoûtées. Ces envoûtements auront des effets inattendus, jusqu'à désinhiber de toute pudeur celles qui sont touchées.
Minase, un élève banal, découvre le livre et ses pouvoirs, capables de transformer n'importe quelle fille en monstre assoiffé de sexe.
Parallèlement, la résurgence de ce livre intéresse la mystérieuse infirmière Kitami, qui s'intéresse à son tour aux élèves, et à leurs envies secrètes.

## Personnages
Bible Black
- Taki Minase
- Reika Kitami
- Kurumi Imari
- Kaori Saeki
- Rika Shiraki
- Hiroko Takashiro
- Yukiko Minase
- Ayrus Minase

Bible Black Gaiden
- Reika Kitami
- Hiroko Takashiro
- Nami Kozono
- Rie Morita
- Junko Mochida
- Mika

Bible Black Revival
- Aki Ichikawa
- Elmeda
- Kisuke
- Ren
- Shinon
- Kozo
- Mika

## Épisodes
Cet anime est constitué de 4 séries d'OAV, et est distribué en France par Eva-vidéo.
Bible Black - La Nuit de Walpurgis6 OAV de 28 minutes.
- Ép 1 - School of Black Magic (黒魔術の学園, Kuromajutsu no Gakuen?)
- Ép 2 - Black Ceremony (黒の儀式, Kuro no Gishiki?)
- Ép 3 - Black Sacrifice (黒の生贄, Kuro no Ikenie?)
- Ép 4 - Black Caress (黒の愛撫, Kuro no Aibu?)
- Ép 5 - Black Dinner (黒の晩餐, Kuro no Bansan?)
- Ép 6 - At the Black Descending (黒の降臨, Kuro no Kourin?)

Bible Black Gaiden - Les Origines2 OAV. Les évènements 12 ans avant Bible Black.
- Ép 1 - Hallmark of Black (黒の刻印, Kuro no Kokuin?)
- Ép 2 - Altar of Black (黒の祭壇, Kuro no Saidan?)

Bible Black Revival - La Lance de Longinussuite de Bible Black. 6 OAV de 30 minutes.
- Ép 1 - Revival (復活?)
- Ép 2 - Reunion (再會?)
- Ép 3 - Rule (支配?)
- Ép 4 - Recollection (想起?)
- Ép 5 - Rejection (拒絕?)
- Ép 6 - Reproduction (再生?)

Bible Black OnlyScene bonus.
- Ép 1 - Takashiro, Ito & Swimming Team, Saeki
- Ép 2 - Yukiko, Saeki, Takashiro
- Spécial 1 - Imari

Bible Black - Correspondance avec l'édition française.
- DVD 0 - Bible Black Gaiden - Épisodes 1 et 2
- DVD 1 - Bible Black - Épisodes 1 et 2
- DVD 2 - Bible Black - Épisodes 3 et 4
- DVD 3 - Bible Black - Épisodes 5 et 6
- DVD 4 - Bible Black Revival - Épisodes 1 et 2
- DVD 5 - Bible Black Revival - Épisodes 3 et 4